# 南達科他州單一國會選區
南達科他州單一國會選區（英語：South Dakota's At-large congressional district）是美国南达科他州的國會選區，也是該州唯一的選區。1889年時應選兩席，1913年分為三個選區；1983年恢復單一選區，範圍包括南達科他州全州。面積199,905平方公里，2019年人口估計884,659人。
本區長期支持共和黨，目前當區眾議員為共和黨的达斯蒂·约翰逊。

## 总统选举的结果
| 年份 | 职位 | 结果                   |
| ---- | ---- | ---------------------- |
| 2000 | 总统 | 布什 60 - 戈尔 38%     |
| 2004 | 总统 | 布什 60 - 克里 38%     |
| 2008 | 总统 | 麦凯恩 53 - 奥巴马 45% |
| 2012 | 总统 | 罗姆尼 58 - 奥巴马 40% |
| 2016 | 总统 | 川普 62 - 克林顿 32%   |
| 2020 | 总统 | 川普 62 - 拜登 36%     |